# The Devil's Arithmetic
The Devil's Arithmetic is een film uit 1999 onder regie van Donna Deitch. De film gaat over de Holocaust.

## Rolverdeling
| Acteur          | Personage     |
| --------------- | ------------- |
| Kirsten Dunst   | Hannah Stern  |
| Brittany Murphy | Rivkah        |
| Paul Freeman    | Rabbi         |
| Mimi Rogers     | Leonore Stern |
| Louise Fletcher | Tante Eva     |
| Lilo Baur       | Mina          |